# Monte Singavi
Il Monte Singavi, detto anche Monte Puke, Mount Schouten, Sommet Singavi, Sommet de Schouwen, è la cima più alta dell'isola di Futuna, parte del territorio francese d'oltremare di Wallis e Futuna. La cima raggiunge i 524 m di altitudine sopra il livello del mare.